# Рукав віраго

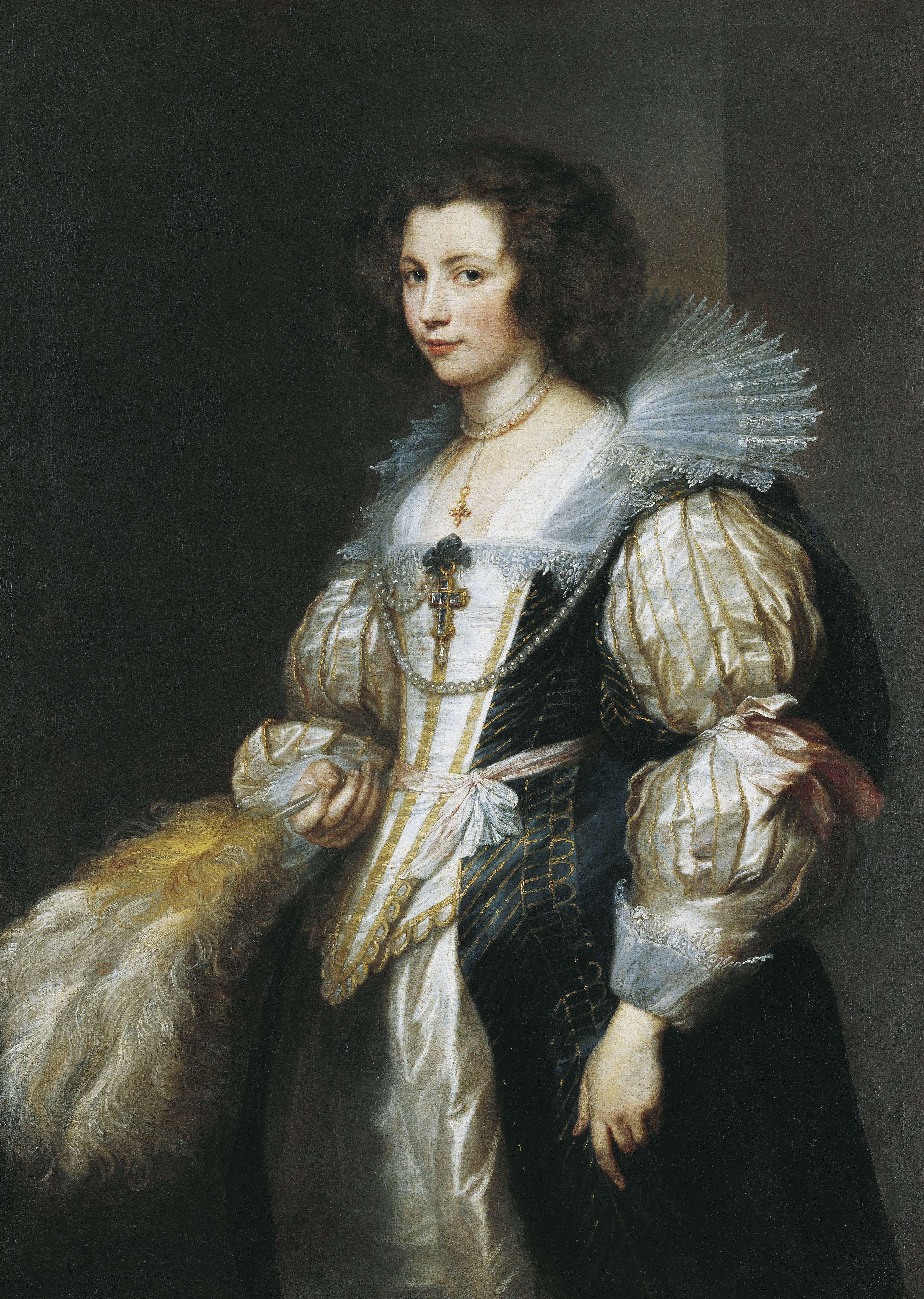
Портрет Марі-Луїзи де Тассіс роботи Антоніса Ван Дейка. Біла атласна сукня з рукавами віраго, перев'язаними рожевою стрічкою, одягнена під чорну сукню з короткими рукавами, бл. 1630 року.

«Рукав віраго» (англ. Virago sleeve) — елемент жіночого одягу, модний у 1620–1630-х роках.

## Опис
Рукав віраго, що з'явився в 1620-х роках — це довгий та прорізвний («paned» або «pansied») рукав, тобто виготовлений зі смужок тканини. Він зібраний у дві затяжки тясьмою (ріббоном) або текстильною стрічкою над ліктем.